# هنري ريس
هنري ريس (بالإنجليزية: Henry Reese)‏ هو لاعب كرة قدم أمريكية أمريكي، ولد في 24 أكتوبر 1909 في سكرانتون في الولايات المتحدة، وتوفي في 1 أغسطس 1975.

## وصلات خارجية
- هنري ريس على موقع مرجع كرة القدم المحترفة.كوم (الإنجليزية)